# بردبل (والانجرد)
بَردِبَل Bardebal روستایی است در شرق شهرستان بروجرد در استان لرستان.
```
این روستا در 
دهستان والانجرد
 در 
بخش مرکزی
 در فاصله ۱۵ کیلومتری این شهرستان قرار دارد.
[
۱
]
```

## جمعیت
بنابر سرشماری مرکز آمار ایران، جمعیت بردبل در سال ۱۳۸۵، برابر با ۳۴۴ نفر بوده است که از این میان ۱۷۵ نفر مرد و بقیه زن بوده‌اند. این روستا ۸۰ خانوار جمعیت دارد.

## مسیر
ناهموار و پر پیچ و خم و نسبتاً خطرناک
به اندازه ۴ کیلومتر است.
بدون گاردریل، یک طرفه و باریک است و کنار جاده دره است. حتماً احتیاط کنید!

## جاذبه‌های طبیعی
- تپه رمضان
- چشمه چهل‌چشمه
- سد دهکرد
- حمام قدیمی بردبل
- تپه سنگ بزرگ (سنگ بل)
- تپه آهنگران
- تپه سنگ سیاه
- صحرای کهریز
- صحرای کشت باغ
- صحرای دوراغ
- صحرای پشتِ سنگ‌ها
- صحرای راه گَله
- صحرای چشمه کوره
- صحرای فتالیا
- صحرای ناصروند بالا
- صحرای ناصروند پایین
- صحرای سه راه آبی
- صحرای نثار گیاه
- صحرای جو دامو
- صحرای کرم بِی
- صحرای مَعروئَک
- دره مَعروئَک
- امامزاده شاه بلوطستان (شا بَلیسو)
- قلعه خان بزرگ (آغ‌بلاغ)
- دره بیشه